# 春羅坊
春羅坊是河内市西湖区（原隶属慈廉区）的一个区级行政单位。该区位于西湖西侧，距河内市中心约8公里。这是河内的古老土地，以其宝塔而闻名：Khai Nguyen、Thien Nien、Van Nien、Uc Nien。